# Tabernacolo dei Battilani

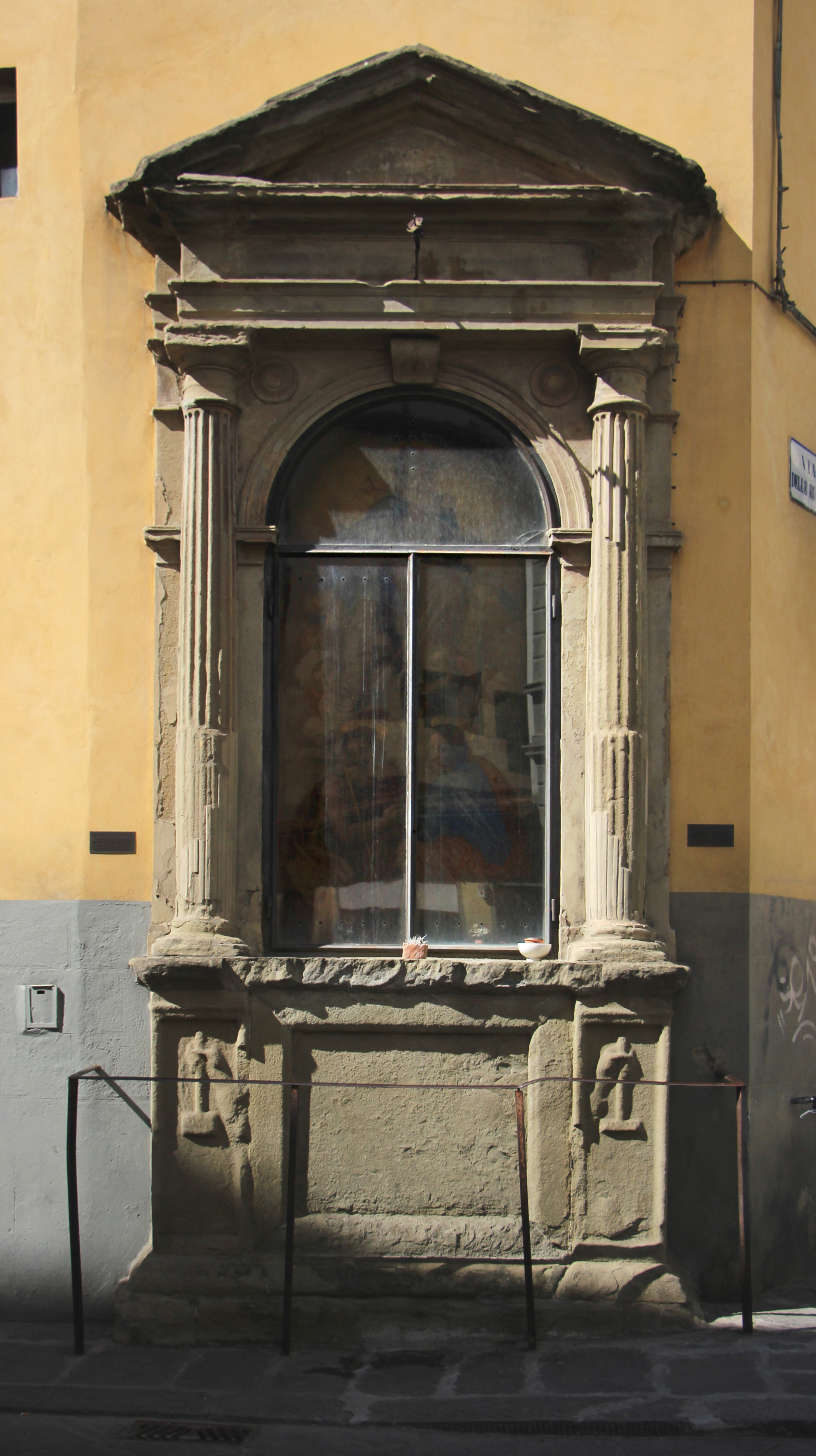
Il tabernacolo dei Battilani

Il Tabernacolo dei Battilani si trova a Firenze all'incrocio tra via delle Ruote e via Santa Reparata.

## Storia e descrizione
I "battilani" erano i cardatori di lana (i battilana), che avevano la sede della propria corporazione (i "Ciompi") in via delle Ruote nel vicino oratorio di Santa Maria dei Battilani.
Il tabernacolo, che si trova all'incrocio più vicino, risale alla fine del Cinquecento. Inserito in una ricca cornice in pietra bigia, ha il carattere degli altari controriformati, che in quegli anni Vasari andava erigendo nelle principali chiese fiorentine. Su un basamento in cui ricorrono, separate, le due mani dello stemma dei Battilani che reggono nel primo caso un pettine e nel secondo un graticcio, come si vedono anche sul portale di via delle Ruote 17. Due semicolonne tuscaniche scanalate reggono un cornicione con timpano triangolare, inquadrando la nicchia centinata dell'affresco, con due patere nei pennacchi. 
L'affresco, attribuito a un pittore fiorentino della cerchia di Alessandro Allori, rappresenta la Madonna Assunta tra angeli, con i santi Giovanni Battista e Jacopo. Negli sguanci sono rappresentati angeli che lanciano fiori, e medaglioni a monocromo con scene oggi poco leggibili. 
L'insieme (già oggetto di un intervento curato da Cesare e Lamberto Benini nel 1935) è stato restaurato nel 2004 nell'ambito della campagna promossa dagli Amici dei Musei Fiorentini, il dipinto in memoria di Marco Rubichini, l'edicola a cura dell'Unicoop Firenze.

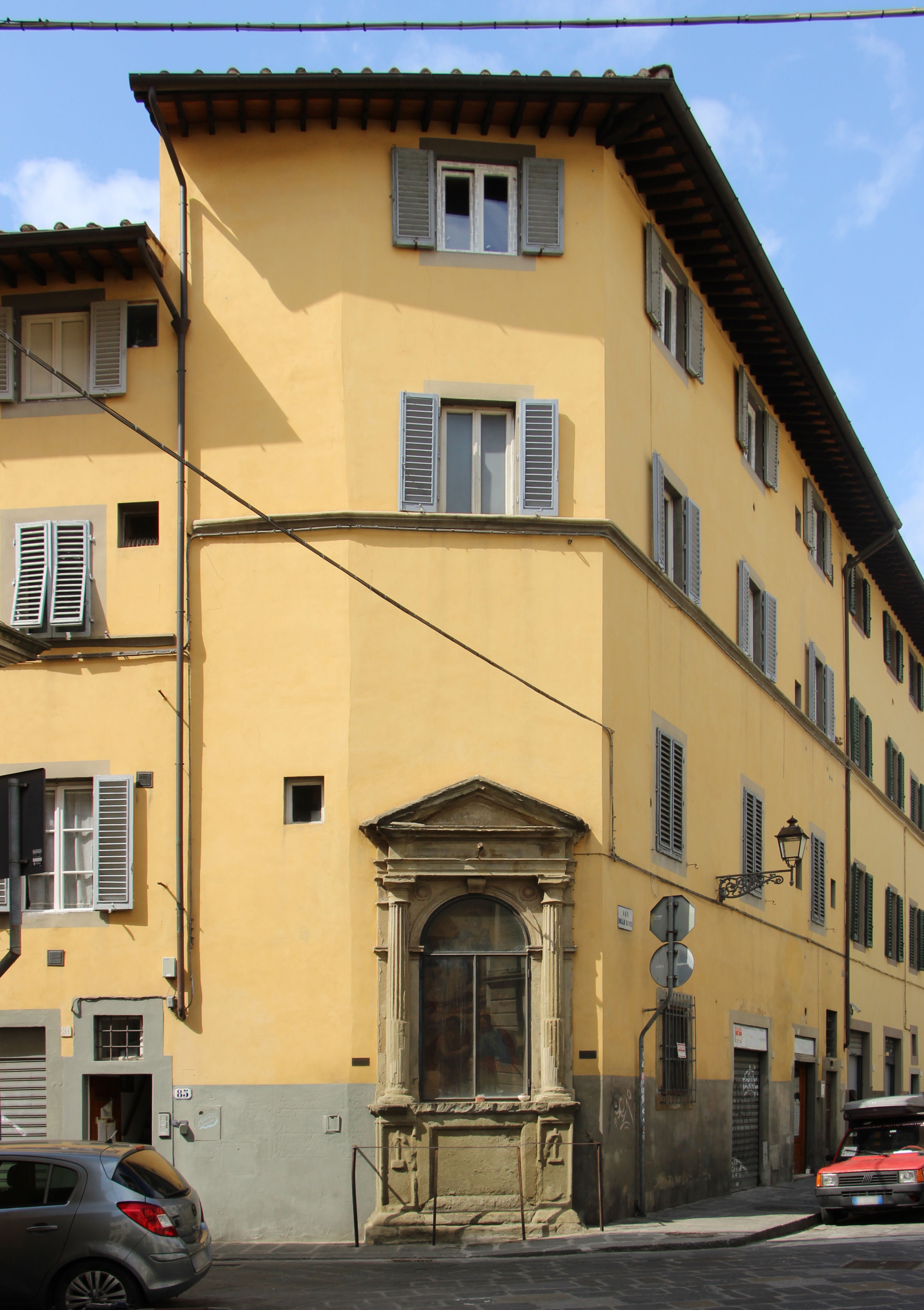
Veduta nell'edificio
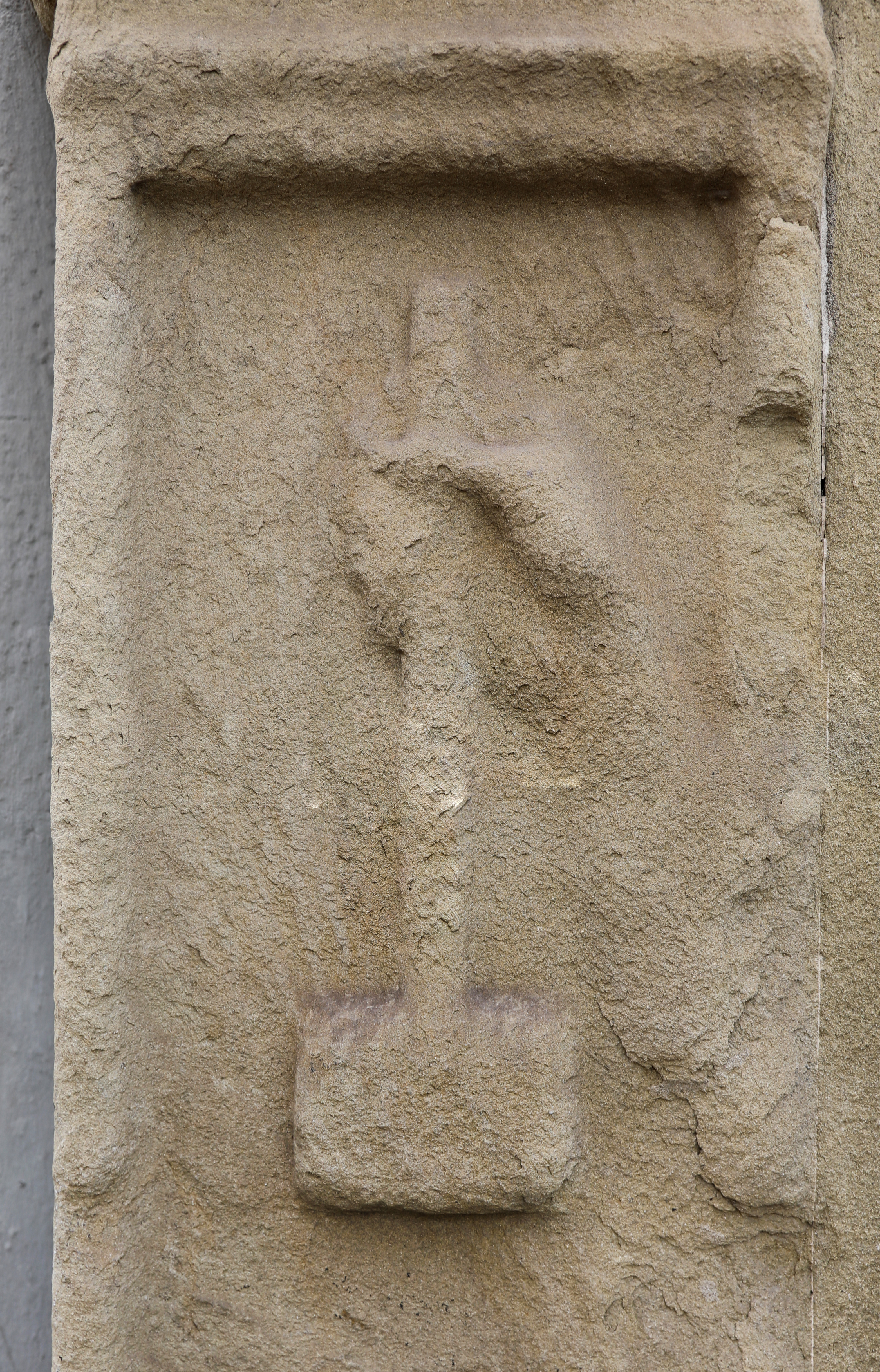
Stemma del bastone
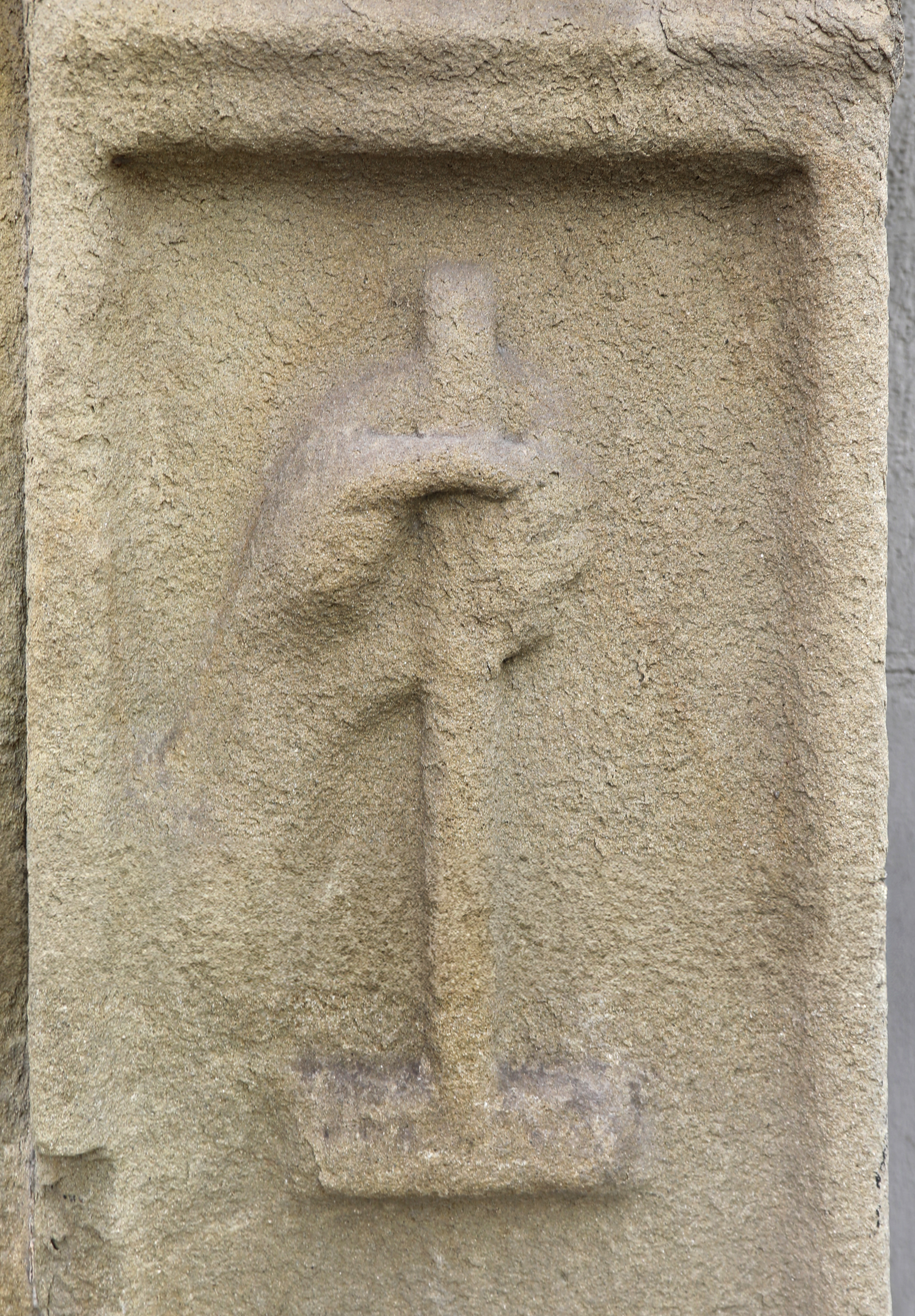
Stemma del cardo
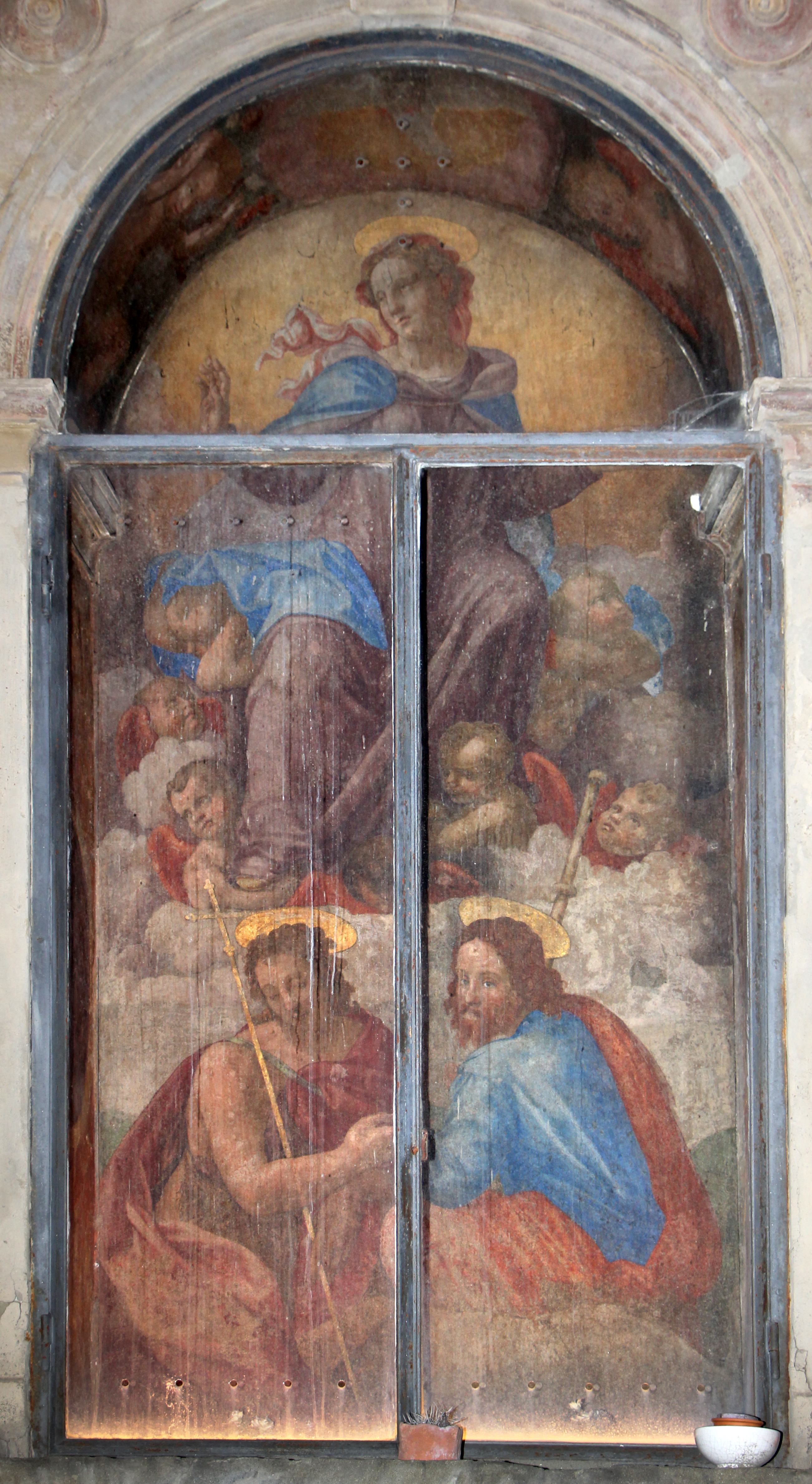
L'affresco